# Italiens Grand Prix 1991
Italiens Grand Prix 1991 var det tolfte av 16 lopp ingående i formel 1-VM 1991.

## Resultat
1. Nigel Mansell, Williams-Renault, 10 poäng
2. Ayrton Senna, McLaren-Honda, 6
3. Alain Prost, Ferrari, 4
4. Gerhard Berger, McLaren-Honda, 3
5. Michael Schumacher, Benetton-Ford, 2
6. Nelson Piquet, Benetton-Ford, 1
7. Andrea de Cesaris, Jordan-Ford
8. Ivan Capelli, Leyton House-Ilmor
9. Gianni Morbidelli, Minardi-Ferrari
10. Emanuele Pirro, BMS Scuderia Italia (Dallara-Judd)
11. Érik Comas, Ligier-Lamborghini
12. Mark Blundell, Brabham-Yamaha
13. Martin Brundle, Brabham-Yamaha
14. Mika Häkkinen, Lotus-Judd
15. Mauricio Gugelmin, Leyton House-Ilmor
16. Nicola Larini, Lambo-Lamborghini

### Förare som bröt loppet
- Olivier Grouillard, Fondmetal-Ford (varv 46, motor)
- JJ Lehto, BMS Scuderia Italia (Dallara-Judd) (35, överhettning)
- Stefano Modena, Tyrrell-Honda (32, motor)
- Jean Alesi, Ferrari (29, motor)
- Riccardo Patrese, Williams-Renault (27, växellåda)
- Satoru Nakajima, Tyrrell-Honda (24, gasspjäll)
- Eric Bernard, Larrousse (Lola-Ford) (21, motor)
- Pierluigi Martini, Minardi-Ferrari (8, snurrade av)
- Roberto Moreno, Jordan-Ford (2, snurrade av)
- Thierry Boutsen, Ligier-Lamborghini (1, snurrade av)

### Förare som ej kvalificerade sig
- Michele Alboreto, Footwork-Ford
- Michael Bartels, Lotus-Judd
- Eric van de Poele, Lambo-Lamborghini
- Aguri Suzuki, Larrousse (Lola-Ford)

### Förare som ej förkvalificerade sig
- Fabrizio Barbazza, AGS-Ford
- Gabriele Tarquini, AGS-Ford
- Alex Caffi, Footwork-Ford
- Pedro Matos Chaves, Coloni-Ford

## VM-ställning
| Förarmästerskapet 1. Ayrton Senna, McLaren-Honda, 77 2. Nigel Mansell, Williams-Renault, 59 3. Riccardo Patrese, Williams-Renault, 34 | Konstruktörsmästerskapet 1. McLaren-Honda, 108 2. Williams-Renault, 93 3. Ferrari, 39 |